# Amara Romani
Amara Romani (Sewickley, Pensilvania; 25 de marzo de 1993 - Los Ángeles, California; 22 de diciembre de 2023) fue una actriz pornográfica y modelo erótica estadounidense.

## Biografía
Amara Romani, nombre artístico, nació en la ciudad de Sewickley, un borough ubicado en el condado de Allegheny, en el estado estadounidense de Pensilvania, en marzo de 1993, en una familia de ascendencia rumana. Comenzó trabajando como camarera durante su etapa universitaria, para después realizar algunos trabajos como camgirl.
Debutó como actriz pornográfica en 2015, a los 22 años de edad. Trabajó para productoras como Hustler, Evil Angel, Mile High, 3rd Degree, Jules Jordan Video, Brazzers, Kick Ass Pictures, Girlfriends Films, Mofos, Reality Kings, Diabolic Video, Kink.com, Pulse Distribution, Naughty America, Hard X o Tushy, entre otras.
En 2017 recibió su primera nominación en los Premios AVN en la categoría de Mejor escena de sexo lésbico por la película Lesbian Fantasies, junto a Cadence Lux.
Falleció en un hospital de Los Ángeles, derivado de una sobredosis accidental, el 22 de diciembre de 2023, a los 30 años de edad.
Participó en más de 300 películas como actriz.
Otros de sus trabajos destacados fueron Anal Cravings 3, Dark Perversions 4, Fresh 2, Gloved, Hot Anal Yoga, Interracial Booty 2, Jerk Me Off 3, Mouth Service, Nouveau Riche, Oral Beauties, Sisters 4 o Three Hole Punch.

## Premios y nominaciones
| Año  | Ceremonia                   | Resultado | Premio                                         | Trabajo           |
| ---- | --------------------------- | --------- | ---------------------------------------------- | ----------------- |
| 2017 | Premios AVN                 | Nominada  | Mejor escena de sexo lésbico                   | Lesbian Fantasies |
| 2017 | Spank Bank Awards           | Nominada  | Airtight Angel of the Year                     | —                 |
| 2017 | Spank Bank Awards           | Nominada  | Best Booty                                     | —                 |
| 2017 | Spank Bank Awards           | Nominada  | Best Swallower                                 | —                 |
| 2017 | Spank Bank Awards           | Ganadora  | Deepest Throat                                 | —                 |
| 2017 | Spank Bank Awards           | Nominada  | Dirty Little Slut of the Year                  | —                 |
| 2017 | Spank Bank Awards           | Nominada  | Life Sized Human Hand Puppet                   | —                 |
| 2017 | Spank Bank Awards           | Nominada  | Most Comprehensive Utilization of All Orifices | —                 |
| 2017 | Spank Bank Awards           | Ganadora  | Most Energetic Fuck Bunny                      | —                 |
| 2017 | Spank Bank Awards           | Nominada  | Most Luscious Labia                            | —                 |
| 2017 | Spank Bank Awards           | Nominada  | Most Spanked To Girl of the Year               | —                 |
| 2017 | Spank Bank Awards           | Nominada  | Most Underrated Slut                           | —                 |
| 2017 | Spank Bank Awards           | Nominada  | My (Wet) Dream Girl                            | —                 |
| 2017 | Spank Bank Awards           | Nominada  | Porn's Next Superstar                          | —                 |
| 2017 | Spank Bank Awards           | Nominada  | The Dirtiest Player in the Game                | —                 |
| 2017 | Spank Bank Technical Awards | Ganadora  | Most Extensive Use of the Word 'Dude'          | —                 |
| 2017 | Spank Bank Technical Awards | Ganadora  | Sexiest Bookworm                               | —                 |
| 2018 | Spank Bank Awards           | Nominada  | Amazing Anal Artist of the Year                | —                 |
| 2018 | Spank Bank Awards           | Nominada  | ATM Machine                                    | —                 |
| 2018 | Spank Bank Awards           | Nominada  | BBC Lover of the Year                          | —                 |
| 2018 | Spank Bank Awards           | Ganadora  | Best Spitter / Drooler                         | —                 |
| 2018 | Spank Bank Awards           | Nominada  | Cock Worshipper of the Year                    | —                 |
| 2018 | Spank Bank Awards           | Nominada  | Creampied Cutie of the Year                    | —                 |
| 2018 | Spank Bank Awards           | Nominada  | Deepest Throat                                 | —                 |
| 2018 | Spank Bank Awards           | Nominada  | Facial Cum Target of the Year                  | —                 |
| 2018 | Spank Bank Awards           | Nominada  | Fucking Nerd of the Year                       | —                 |
| 2018 | Spank Bank Awards           | Nominada  | Life Sized Human Hand Puppet                   | —                 |
| 2018 | Spank Bank Awards           | Nominada  | Masturbator of the Year                        | —                 |
| 2018 | Spank Bank Awards           | Nominada  | Most Luscious Labia                            | —                 |
| 2018 | Spank Bank Awards           | Ganadora  | Natural Born Cock Killer                       | —                 |
| 2018 | Spank Bank Awards           | Nominada  | POV Perfectionist of the Year                  | —                 |
| 2018 | Spank Bank Awards           | Nominada  | Snapchat Sweetheart of the Year                | —                 |
| 2018 | Spank Bank Awards           | Nominada  | Tweeting Twat of the Year                      | —                 |
| 2018 | Spank Bank Technical Awards | Ganadora  | Debaucherous Caesar                            | —                 |
| 2018 | Spank Bank Technical Awards | Ganadora  | Trent Reznor's Favorite Pornstar               | —                 |
| 2019 | Premios AVN                 | Nominada  | Premio fan: Culo más épico                     | —                 |